# Errare humanum est

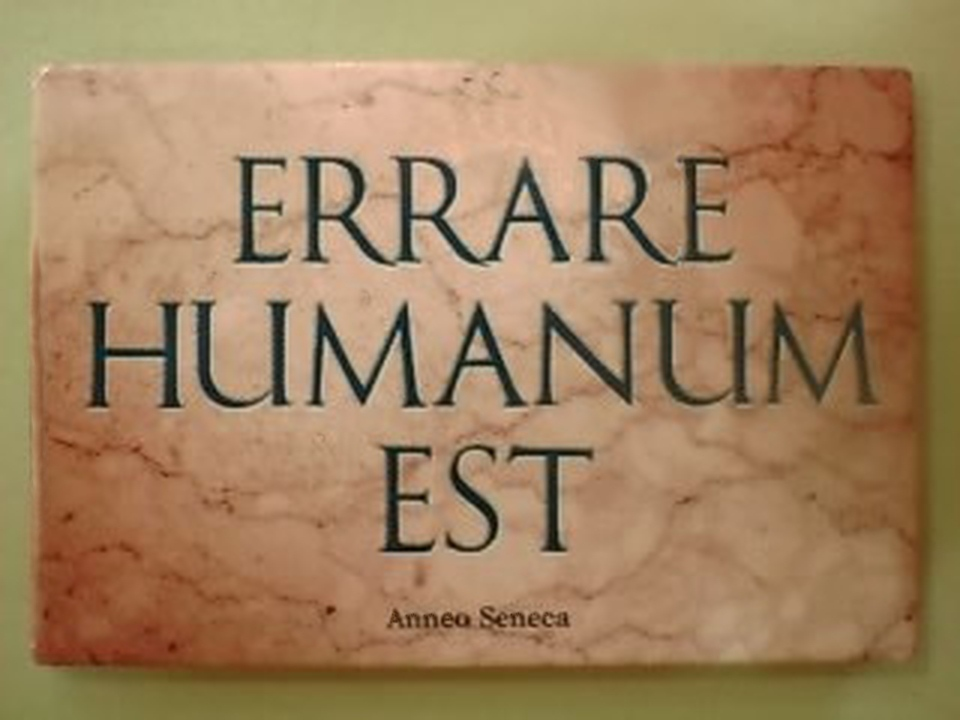
Errare humanum est.

Errare humanum est és una locució llatina antiga de la qual hi ha diverses variants. Significa: és humà cometre errors. El refrany català «Qui té boca, s'equivoca» expressa la mateixa idea. Sovint s'hi afegeix el complement perseverare autem diabolicum (perseverar en l'error és diabòlic).
La frase és un proverbi popular utilitzat per a excusar una persona o un mateix amb una certa elegància. N'hi ha diversos antecedents en l'obra d'autors clàssics Titus Livi, Ciceró i d'autors catòlics primerencs. Generalment, la locució és atribuïda a l'Agustí d'Hipona. Però és difícil atribuir la paternitat definitiva de la idea a qualsevol autor, perquè és molt antiga i es remunta al sentit comú de tots els temps.

## Origen i variants
Ciceró escrigué a les Filípiques: «Cuiusvis hominis est errare: nulius nisi insipientis, in errore perseverare» o traduït: «és propi de qualsevol home cometre errors, però cap home, tret de l'ignorant té el dret de perseverar-hi». Titus Livi escrigué al llibre VIII de les seves històries: «Venia dignus est humanus error» (Cada error humà mereix perdó).
En un dels seus sermons, Agustí d'Hipona va escriure: «humanum fuit errare, diabolicum est per animositatem in errore manere» (errar és humà, quedar-se en l'error per malvolença persistent és diabòlic).
El 1709, devem al poeta britànic Alexander Pope la variant «cometre errors és humà, perdonar és diví». A l'inici del segle xx, Buster Brown, un protagonista dels còmics de Richard F. Outcault va exclamar després d'una temptativa fracassada de covar ous a la millora poltrona de sa mare: «Experientia docet. Sic semper idem. Humanum est errare». (L'experiència ensenya. Així sempre romandrà el mateix. És humà cometre errors.) Al president dels Estats Units Theodore Roosevelt remunta la variant: «Fracassar és dolent, però és encara pitjor mai no haver temptat de tenir èxit». El 2011, Lluís Llort proposa un altre variant: «Pensar ens diferencia de les bèsties, errar, dels robots» en un article al qual atribueix, erròniament, la paternitat de l'original a Sèneca. El sisè episodi de la primera temporada de la sèrie Porca misèria porta el títol Errare humanum est.